# Línea 39 de TMB
La línea 39 es una línea regular de autobús urbano de la ciudad de Barcelona, gestionada por la empresa TMB. Hace su recorrido entre la Plaza Urquinaona y la Plaza catalana, con una frecuencia en hora punta de 13 minutos

## Horarios
| 39         | Primer servicio A: Plaza Catalana | Primer servicio A: Plaza Urquinaona | Último servicio A: Plaza Catalana | Último servicio A: Plaza Urquinaona |
| Laborables | 05:45                             | 05:45                               | 22:45                             | 22:45                               |
| Sábados    | 05:30                             | 05:45                               | 22:45                             | 22:45                               |
| Festivos   | 08:00                             | 08:00                               | 22:45                             | 22:45                               |

## Recorrido
- De Plaza Catalana  a Plaza Urquinaona por:  Pl. Catalana, Av. Nostra Senyora de Montserrat, Sardenya, Providència, Biada, Torrent de l'Olla, Còrsega, Pau Claris, Pl. Urquinaona.

- De Plaza Urquinaona a Plaza catalana por: Pl. Urquinaona, Roger de Llúria, Roselló, Pg Sant Joan, Trav. Gràcia, Escorial, Camelies, Av. Nostra Senyora de Montserrat, Plaza catalana.

## Otros datos
| Prestación                   | Disponibilidad en la línea |
| ---------------------------- | -------------------------- |
| Adaptada a                   | Sí                         |
| TMB iBus (tiempo de espera ) | Sí                         |
| Pantallas informativas       | Sí                         |
| Línea de tránsito rápido     | No                         |
| Circula en días festivos     | Sí                         |